# Црногорци (народ)
Црногорци су јужнословенски народ који претежно живи у Црној Гори, гдје чине релативну већину становништва (око 41%). Укупно их има око 330.000, од чега 256.436 живи у Црној Гори према резултатима пописа из 2023.
Углавном су православне вјере, а према пописном изјашњавању говоре црногорским или српским језиком. Изван Црне Горе као матичне државе, признати су као национална мањина у сусједним државама Србији, Босни и Херцеговини и Хрватској. За време постојања бивше Југославије, били су један од њених конститутивних народа. Изван региона, дио националних Црногораца живи у дијаспори, углавном у државама западне Европе и Сјеверне Америке.
Културолошки, не постоје разлике између Срба и Црногораца, осим политичке историје. Спорови између србијанске и црногорске културе настали су из политичких и државних разлога. Идентитетска садржина црногорске нације се и даље формира те представља недовршену појаву.

## Назив
Назив за националне Црногорце је настао тако што је општем појму Црногорци, који се у свом основном, односно демонимском значењу односи на становнике Црне Горе, придодато још једно, сасвим посебно национално значење, чиме је поменути појам поред своје изворне функције демонима добио и додатну функцију националног имена. Сходно томе, данашњи национални Црногорци дјеле свој назив са осталим носиоцима црногорског имена, а пре свега са Србима у Црној Гори, који су се у завичајном смислу одувјек називали Црногорцима, како се називају и данас. Расправе које се међу српским и црногорским националистима воде око пречег права на употребу црногорског имена свједоче да су обје стране, свака из свог угла, веома привржене појму Црногорци, који једна страна употребљава у завичајном, а друга у националном значењу.
Током поменутих расправа, у српском језику је дошло до појаве жаргонских или пежоративних назива за националне Црногорце, од којих се у јавном говору најчешће употребљава појам Милогорци. Назив је скован према личном имену Мила Ђукановића, по угледу на нешто старији појам Титогорци, који је својевремено скован према имену Јосипа Броза Тита. У истом контексту се користе и други жаргонски називи, као што су Монтенегрини или Новодукљани. Примјера ради, митрополит Амфилохије је више пута говорио како његови противници у Црној Гори нијесу Црногорци, већ Монтенегро и Монтенегрини. Раширена употреба поменутих израза се из угла социолингвистике тумачи као свједочанство о постојању нерјешених идентитетских питања у равни интеретничких односа.. Код националних Црногораца, употреба таквих жаргона доживљава се као увреда, дискриминација и оспоравање новоформиране Црногорске нације.

## Историја
Међу данашњим етничким Црногорцима постоје три различита приступа историји сопственог народа:
- Први приступ се заснива на тези о конституисању савремене црногорске нације путем њеног постепеног издвајања из српског народа. Ову тезу су својевремено заступали црногорски комунисти, на челу са Милованом Ђиласом,[16], али и други комунистички интелектуалци[17], као и део стручњака у оквиру Црногорске академије наука и умјетности, а иста теза је присутна и данас, првенствено међу оним етничким Црногорцима који се у језичком смислу формално изјашњавају као говорници српског језика, а у верском као припадници Српске православне цркве.
- Други приступ се заснива на тези о потпуној различитости од Срба, односно на тези о континуитету "Дукљана-Зећана-Црногораца" и њиховој етничкој посебности, од времена досељавања Јужних Словена до данашњих дана.[18] Ту тезу су заступали и још увек заступају поборници такозване "дукљанске" школе, окупљени око Дукљанске академије наука и умјетности, а иста теза је након 2006. године и званично прихваћена од стране државних институција независне Црне Горе, тако да је данас присутна првенствено међу оним етничким Црногорцима који се у језичком смислу изјашњавају као говорници црногорског језика, а у верском као припадници Црногорске православне цркве.
- Трећи приступ се заснива на тези о наводној аутохтоности етничких Црногораца као потомака првобитног, односно античког становништва, чиме се негира не само веза са Србима, већ и са Словенима уопште.[19] Та екстремна теза је ограничена на узак круг присталица.

У зависности од тога којој од три поменуте струје припадају, данашњи етнички Црногорци се међу собом разликују по односу према историјском наслеђу. Они први, који држе до своје данашње националне посебности, али не оспоравају ранији заједнички корен са Србима, посматрају историју сопственог народа као развојни процес, те стога средњовековно и рано нововековно раздобље доживљавају као део заједничке баштине. Они други, који сматрају да су "Дукљани-Зећани-Црногорци" одувек били посебан јужнословенски народ, потпуно различит од Срба, посматрају целокупно средњовековно и рано нововековно раздобље као сталну борбу за очување те посебности и инсистирају на несрпском карактеру средњовековне Дукље-Зете и нововековне Црне Горе. Они трећи, који сматрају да су данашњи етнички Црногорци потомци "аутохтоног" становништва из времена пре досељавања Јужних Словена, посматрају историју кроз призму наводне језичке славизације, али истовремено инсистирају на наводном очувању аутохтоне народности, која према њиховим схватањима представља окосницу савремене црногорске нације. На све ове противречности надовезује се још једна, сасвим посебна теорија, коју је својевремено заступао Савић Марковић Штедимлија, тврдећи да је подручје Црне Горе у раном средњем веку наводно припадало "Црвеној Хрватској", из чега је изводио тезу о хрватском пореклу становништва Црне Горе.

### Средњи вијек
У области историје, највеће разлике међу стручњацима, публицистима и другим истраживачима који се баве проучавањем етничких Црногораца и њихове прошлости, постоје управо у односу према средњовековном раздобљу. Тим поводом су се међу етничким Црногорцима обликовале три посебне струје: сепаратистичка, ексклузивистичка и аутохтонистичка.
Поборници аутохтонистичких теорија посматрају досељавање Јужних Словена као окупацију, након које је уследила језичка славизација првобитног становништва. Према њиховим схватањима, средњовековни "Дукљани-Зећани" су били потомци првобитног, односно античког становништва, које је под словенском окупацијом примило словенски језик, али је упркос томе задржало своју народну посебност. Заговорници аутохтонизма се по правилу позивају на етимолошку везу између назива античке Дукље (лат. Doclea) и назива средњовековне области Дукље (лат. Diocletia), као и на античко порекло имена Зета, тврдећи да опстанак тих и других античких назива сведочи о континуитету аутохтоног становништва. Такође се позивају и на савремена истраживања у области популационе генетике, односно на истраживања која се односе на генетичку структуру популације на подручју Црне Горе, тврдећи да резултати тих истраживања "доказују" да данашњи етнички Црногорци нису словенског, већ аутохтоног порекла.
На другој страни, поборници ексклузивистичких теорија прихватају сведочанства историјских извора, по којима су средњовековни Дукљани и Зећани несумњиво били Словени, али одлучно одбацују и негирају било какву њихову везу са Србима, тврдећи да су Дукљани-Зећани били сасвим посебан јужнословенски народ, потпуно различит од Срба. Заговорници таквих ставова темеље свој ексклузивизам на чињеници да се у чувеном историографском делу De administrando imperio, најзначајнијем историјском извору за рану средњовековну историју Јужних Словена, тадашњи Дукљани убрајају међу Словене, али без изричитог сврставања међу тадашња српска племена. Тим поводом, у историографији су настала бројна тумачења, а расправе о том питању се воде и данас. Заговорници тезе о етничкој посебности средњовековних Дукљана-Зећана искључују (отуда ексклузивизам) сваку могућност њихове припадности српском народу, прелазећи тим поводом преко свих других историјских извора који сведоче да су становници средњовековне Дукље, односно Зете убрајани управо међу Србе. Поборници "ексклузивног" дукљанства такође прећуткују чињеницу да данашња Црна Гора обухвата не само некадашњу Дукљу, већ и део раносредњовековне Кнежевине Травуније, као и део раносредњовековне Кнежевине Србије, за које се обе области у De administrando imperio изричито каже да их настањују управо Срби, што значи да је подручје данашње Црне Горе већ током раног средњег века било настањено српским народом. Заговорници "дукљанске" школе такође тврде да средњовековне династије и државе Војислављевћа, Балшића и Црнојевића нису биле српске, већ "дукљанско-зетско-црногорске" у смислу етничке посебности. При томе се посебна пажња поклања питању о начину на који је Стефан Немања крајем 12. века прикључио својој држави област Дукље, односно Зете, из чега се изводе историјске паралеле са начином на који је 1918. године извршено уједињење Црне Горе са Србијом. Поборници "дукљанске" школе не сматрају себе сепаратистима, пошто тврде да "Дукљани-Зећани-Црногорци" никада нису били Срби, те самим тим сматрају да никада није било ни њиховог одвајања, односно сепаратизма у односу на српски национални корпус, који означавају као различит и потпуно одвојен.
На трећој страни, поборници старијих теза о постепеном настанку савремене црногорске нације путем њеног етапног издвајања (сепарације) из српског националног корпуса, по правилу су посматрали старију прошлост као део заједничке историје, без инсистирања на негирању историјских извора који су сведочили да су становници средњовековне Дукље, односно Зете били Срби. Највећи део старијих стручњака, окупљених око ЦАНУ, придржавао се званичних смерница о развоју црногорског националног питања, које су средином 20. века усвојене од стране КПЈ и државних власти друге Југославије приликом озваничења посебне црногорске нације. Иако је таква политика била сепаратистичка у односу на српски национални корпус, њен домет је дуго остао ограничен на решавање практичних политичких питања, тако да у то време званични државни и научни кругови нису ни помишљали на стварање посебног "црногорског језика", нити на прекрајање старије историје. Заснована на савременим тумачењима националног развоја, тадашња званична политика је била усредсређена на новију историју, односно на збивања из 19. и 20. века, тако да је инсистирање на повратном конструисању наводне средњовековне "националне" посебности било сматрано као непотребно и ненаучно. Тиме се желело приказати да је поводом старије историје изабран средњи пут између "просрпских" ставова на једној и "антисрпских" ставова на другој страни. Стратегија "средњег пута" је била примењена у склопу великог историографског подухвата, који је остварен објављивањем вишетомне Историје Црне Горе, чији су први (1967) и други (1970) том покривали средњовековно раздобље. Међутим, крајем 20. и почетком 21. века, државне и научне установе у Црној Гори су почеле да напуштају дотадашњу националну политику, определивши се за постепено прихватање ексклузивистичких "дукљанских" теза.

### Рани нови вијек
Због чињенице да се на простору Старе Црне Горе одржала независна територија, за разлику од осталих подручја, која су била под Турцима, Млечанима, Французима и Аустријом, створен је црногорски племенски идентитет који се идентификовао са јунаштвом и слободарством. У време Петровића, у оптицају је више назива: Црногорци, Брђани, Приморци, Зећани, Херцеговци. Брђани су сви они становници који су живели североисточно уз Стару Црну Гору (Бјелопавлићи, Кучи, Братоножићи, Васојевићи, Ровци, Морачани и Пјешивци) и који су се касније територијално интегрисали у црногорску државу. Ширењем граница Црне Горе на територију Брда, нестаје полако и овај брђански идентитет и сви постају Црногорци. Зета, која је била под турском влашћу, такође није била део Старе Црне Горе, а становништво је називано Зећани. Митрофан Бан у мемоарима наводи да њега Црногорци сматрају за лабавог Приморца. У Котору и Боки становништво се није називало црногорским именом већ су то били Срби Приморци. Ширењем политичких граница Црне Горе шири се и црногорство.
Изворно Црногорство не негира српство као део свога идентитета. Баш напротив, постоји огроман број примера где Црногорци себе називају Србима. Владика Василије Петровић у својој Историји о Црној Гори из 1754. године, делу малом по обиму које стаје на десетак страна, на на шездесетак места помиње појмове Срби, српски... Такође помиње и догађаје који без икакве сумње спадају у српску историју као што су Косовска и Маричка битка. Свети Петар Цетињски пред битку на Мартинићима и Крусима 1796. године каже својим саборцима Црногорцима: "Да покажемо да у нама неугашено србско срце куца, србска крвца врије...". Марко Миљанов у писму једном од кучких командира пише "Као Куч умирем прилично срећан, а као Србин несрећан и незадовољан.".
Владика Његош у свом делу Горски вијенац као и у својим осталим делима учестало користи појам српства. Данас постоје неслагања шта је српство код Његоша. Постоје тврдње да је оно за њега првенствено религиозна категорија (православље), али с обзиром да Његош српство у својим стиховима и писмима повезује веома често за историјске личности српског народа поставља се питање основаности ове теорије. У писму Илији Гарашанину од 5. јула 1850. године Његош пише: Нема једнога Србина који више за српство послује и мисли од Вас, нема једнога Србина којега српство више искрено љуби и почитује од Вас, и нема једнога Србина који Вас више од мене љуби и почитује.
Доласком Турака, због неприступачности терена, а и због незаинтересованости Османлија за „црногорски крш и лом“, племена у Црној Гори су уживала више од аутономије, а мање од независности, али чак ни то није спријечило црногорска племена да дижу разне буне против турских освајања. Народ се подијелио у племена, и убрзо након тога су почели крвави обрачуни измјеђу братских племена. Најјачи узроци ове несреће је била та што је у тадашњој Црној Гори хране било јако мало, а и оно мало што је било су Турци отимали, те су сукоби били неизбјежни. Почетком 18. вијека и обнове Пећке патријаршије, Митрополити Црногорско-приморске Митрополије постају владари државе. Од тад па до књаза Данила Петровића, Црногорци су под теократском владавином лозе Петровићи. Због немогућности прилаза због терена Црне Горе, владика Петар I Петровић Његош је зараћена племена проклињао и тако покушавао да спријечи даљи покољ братског народа. Након његове смрти 1830. године, свети Петар Цетињски је сахрањен у манастиру Српске православне цркве на Цетињу и проглашен за свеца.
Његов синовац Петар II Петровић Његош је владао од 1830. године па до 1851. године. Забележен је као један од највећих просветитеља српског народа тог вријемена. Написао је једно од најславнијих дјела српске романтичарске епохе "Горски вијенац", а приписује му се и доношење коначног изгледа црногорске капе, која је оивичена црним оквиром и представља короту, тачније жал за ропством српског народа. Врх капе је црвене боје, која симболизује крв, гдје је урезано 5 златних нити, које означавају 5 вијекова ропства под Турцима. У оквиру тих златних нити се налази „Српски Крст“ са четири ћирилична слова (оцила) С.

### Књажевина и краљевина Црна Гора
Након смрти владике Петра II, његов синовац књаз Данило Петровић је промјенио државу у секуларну творевину. Од тада, Књажевина Црна Гора више није била теократска, већ секуларна монархија. Због овога је на турском двору настало мишљење како ова промјена може довјести до велике промјене у Црној Гори, те жељом за „независношћу“. Године 1852. је Омер-паша послао велику армаду на Црногорце. Мала црногорска војска под вођством брата књаза Данила, Војводе Мирка, се са 30 преосталих бораца бранила у манастиру Српске православне цркве Острог пуних 9 дана. Ово се узима као највеће херојство српског народа на тим просторима, и због овог подвига, често се користи узријечица: „Црна Гора - Српска Спарта!". Годину дана касније, Омер-паша је опет покушао да освоји Црну Гору али херојством војводе Мирка, Црногорци су извојевали највећу побједу над Османлијама у новом вијеку. Након тога, Црна Гора добија суштинску аутономију, највиши степен до тада налик самосталности, а пар деценија касније и пуну независност. Књаз Данило бива убијен 1860. године, а на престо долази Данилов синовац, син Војводе Мирка, Никола Петровић. Он је остао упамћен у Црногорцима као највећи владар, баш због тога што је био први нововековни Краљ Црне Горе, те што је од ране младости био снажни активиста у младој организацији "Уједињена омладина српска", те због својег књижевног рада и народне химне Црногораца "Онамо, 'намо!", која је касније била прозвана за „Српску Марсељезу“. Он је од велике важности за српски народ уопште, јер је водио велике борбе против турске империје на простору Црне Горе, Херцеговине и Босне, те га је народ често називао „Цар Јунака“. Већ одмах након доласка на власт, водио се рат за ослобођење српског народа из Херцеговине 1862. године, у који је Књажевина Црна Гора ушла, али послије ће се испоставити да је ушла изузетно неспремно, те је убрзо након тога склопљен мир. Након повратка из Русије, тадашњи цар Александар II га је просвијетлио, те је одмах након доласка почео на јаком раду за урбанизацију земље. Војску је скроз преуредио, изградио многе судове и школе, а Црна Гора је почела да личи на европску државу. Године 1876. је са Кнежевином Србијом и Обреновићима покренуо рат, у историји познат као: "Рат за ослобођење српског народа".
Пар година прије тог рата, кнез Никола Петровић је са српским кнезом Михаилом Обреновићем склопио савез у Венецији, гдје је поред војног савеза, склопљен и уговор о династијском наслиједству нове будуће уједињене заједничке државе. Писало је да је план да Србија сеже у своје историјске границе (О Управљању Царством) од ријеке Тимок до ријеке Уне. Црногорска федеративна јединица би била саставни дио нове заједничке државе, и у њој би Петровићи имали титулу кнежеве, док би Обреновићи носили краљевски вијенац. Црногорци су извојевали велике побједе, и завршетком рата на Берлинском конгресу 1878. Године је Кнежевини Црној Гори призната независност, и постала је међународно призната држава. Овај чин је подигао две српске државе на ранг независности, те је то ојачало спремност Срба да се још одлучније супротставе турској окупацији. После рата је кнез Никола написао сва његова чувена дела, а најпознатије дело је народна химна "Онамо, 'намо!", по многима најлепша српска песма о Косову.
Године 1910. тада још кнез Никола уз дозволу великих сила и Краљевине Србије и краља Петра, проглашава још једну српску Краљевину на Балкану: Краљевину Црну Гору. Застава нове државе је постала пређашња народна застава (српска тробојка са грбом Петровића), док са старом заставом, подједнако бива кориштена у народу и популарна „крсташ-барјак“ застава Црногораца. Књажевина Црна Гора, уз наговор Русије, објављује рат Јапану. Наравно, учешће Црногораца у овом рату је било више симболично, као захвалност Црне Горе Русији на великодушној помоћи.
У Балканским ратовима Краљевина Црна Гора је са Краљевином Србијом учествовала у ослободилачким биткама у Старој Србији (Косово, Метохија и Новопазарски санџак) и Македонији. Тако је остварена заједничка граница између две нововековне „српске“ државе, а остварен је сан краља Николе о ослобађању српске колевке. Почетком Првог светског рата, Црна Гора одмах након Србије објављује рат Аустроугарској, али је 1916. године морала да капитулира, након што је свим силама држала обруч око правца српског повлачења кроз Албанију. Сломљена црногорска војска је након проласка Србијанске владе и краља клонула, те се тако жртвовала за будућност српске државе. Краљ Никола, већ болестан и у годинама је морао да напусти домовину. Отишао је у Француску, гдје је и преминуо.
Иако су се краљ Никола и други владари у јавности позивали на државност Немањића, Црнојевића и Балшића, не постоји било каква директна веза између средњовјековних држава и нововјековне државе Црне Горе.

### Настанак црногорске нације
... Свима нам је заједничко, као што знате, са народом српским: етничко поријекло, језик, религија, обичаји, литература, или боље рећи Црногорац није ништа друго до Србин, који је одрастао по врлетима балканских планина, један тип са засебним именом.

— Глас Црногорца, број 19, 27. април 1912.
Народ православне вјероисповјести са простора данашње Републике Црне Горе се кроз своју читаву средњовјековну и модерну историју у етничком смислу осјећао и изјашњавао Србима. Традиционално су баштинили елементе српског етничког корпуса као што су: заједничко сјећање, митови, вјера и црква, језик, ћирилично писмо, епска поезија, симболи, имена, топоними, култови Милоша Обилића (и Косовског завјета), Светог Саве, Немањића и друго, сматрајући себе непокорним Србима који нијесу прихватали да живе без слободе.
Етнички Црногорци каквим их данас препознајемо настају услијед спољних и унутрашњих фактора, примарно током 20. вијека.

#### Спољни фактори
Спољни фактор огледају се у дјеловања и дугорочном националном инжењерингу великих сила и комшија Црне Горе. У 19. и почетком 20. вијека такве активности спроводили су Беч, Будимпешта, Лондон и Загреб. Њихово дјеловање било је мотивисано циљем цијепања српског етничког корпуса зарад остварења геополитичких циљева - онемогућавања стварања територијално и популационо озбиљније српске и јужнословенске државе са излазом на море те заустављање и минимизирање руског утицаја на Балкану.
Прва велика сила које је директно радила на стварању новог црногорског идентитета била је Аустроугарска. Аустроугарски окупатор током Првог свјетског рата по капитулирању Црне Горе укида српску тробојку, планира рушење Његошеве завјетне задужбине, прекида штампање Цетињских новина на ћирилици и уводи латиницу, реформишу наставни програм тако да дјеца не уче о српској историји, симболима, култовима а све непослушне учитеље хапси и осуђује на вишемјесечну робију.
Према неким изворима, прво помињање засебне црногорске нације проналазимо током четвртог конгреса Комунистичке партије Југославије 1928. године у Дрездену.
Тридесетих година ХХ стољећа, Секула Дрљевић преузима псеудоисторијски програм хрватских пропагандиста Ива Пилара и Милана Шуфлаја, блиских Хрватској странци права. Штедимлијина публикација Основе црногорског национализма излази 1937. у Загребу. У публикацији он преузима идеје и начела Ива Пилара, копира их и даље разрађује. Главне тврдње изречене у књизи су историјски фалсификати у којима се тврди да је Црна Гора изворно „црвена Хрватска” и католичка те да се Црвена Хрватска временом лингвистички претопила у Црну Гору.
Током окупације Црне Горе од стране Сила Осовине у Другом свјетском рату поново су укидани симболи српског народа. Кроз образовање, политичко уређење и културну политику истицан је засебан несрпски идентитет. И поред репресивних мјера, током овог периода лидер квислиншке Црне Горе Крсто Зрнов Поповић и главница елита Црне Горе изјашњавали су се као Срби.
Према психијатру и публицисти Петру Бокуну, црногорски идентитет се формирао кроз антисрпство, на три нивоа: форсирање латинице спрам ћирилице, стварање нове црквене организације односно ЦПЦ, приписивањем негативних особина српским лидерима и политици. Он сматра да је политички Запад финансијски и на друге начине потпомагао пројекат црногорског анти-српског идентитета како Србија не би имала излазак на море и како не би досегла статус регионалне силе.

#### Унутрашњи фактори
Унутрашњи фактори због којих Црногорци настају као нација јесу и незадовољство, фрустрација и страх амбициозног краља Николе, чији је животни циљ био уједињење двије српске државе на челу са његовом династијом, као и елита Црне Горе који стријепе за своју позицију и будућност након побједе супарничке српске династије Карађорђевић. Унутрашње нестабилности, подјеле и бројни сукоби настали након избјеглиштва краља Николе биле су додатни разлог и подстријек за настанак независног идентитета у Црногораца.
У вријеме уједињења Краљевине Црне Горе са Краљевином Србијом и стварања Краљевине Срба, Хрвата и Словенаца (1918), на подручју Црне Горе дошло је до политичке поларизације и подјеле на бјелаше (поборници уједињења) и зеленаше (противници безусловног уједињења и новонасталог стања). Након слома Божићне побуне, која је избила почетком 1919. године, радикално (сепаратистичко) крило зеленашког покрета потпало је под удар државне власти, док су друге зеленашке групације почеле да трагају за новим обликом политичког дјеловања, који би у новонасталим околностима био формално прихватљив. Пошто је федерализам сматран политички легитимном опцијом, умјерено крило зеленашког покрета почело се окретати ка федералистичком концепту, који су у то вријеме заступале и неке друге политичке групације у Краљевини СХС, док је радикално крило наставило да заговара обнову државности Црне Горе. Након консолидације у зеленашким редовима, донета је одлука о стварању регионалне странке федералистичког усмјерења, која је формално основана у октобру 1925. године, под званичним називом: Црногорска странка. Назив странке није садржао посебне идеолошке одреднице, чиме се жељело постићи обједињавање свих зеленашких струја, а свођењем страначког назива на црногорску одредницу жељело се извршити окупљање свих присталица црногорства. У то вријеме, у руководству Црногорске странке још увијек није постојао јединствен став о црногорском националном питању, које је и даље посматрано првенствено као регионално и државно-политичко питање. Међутим, на радикалном (десном) крилу зеленашког покрета дошло је до постепеног јачања антисрпских тенденција, а главни заговорници таквог усмјерења постали су Савић Марковић Штедимлија и Секула Дрљевић. Током двадесетих година XX вијека, будући идеолог црногорске нације Секула Дрљевић не спомиње било какву посебност црногорске нације. У заступању својих ставова најдаље одлази са формулацијом политички народ, сматрајући да Црногорци (као дио српског народа) и Црна Гора заслужују бољи статус и третман унутар заједничке државе.
Комунистички и усташки покрет, на темељима и постулатима аустроугарског дјеловања, црногорским федералистима и наследницима зеленашког покрета помажу и утичу да се пројекат помјери од политичке нације до засебно конституисаног идентитета црногорске нације.
Један од додатних фактора развоја и настанка црногорске нације јесте неадекватан третман државности и традиције Црне Горе након уједињења или присаједињења (зависно од интерпретације догађаја) 1918. године, што је до данас извор подјела у друштву Црне Горе.
Црногорско национално питање је разматрано на политичкој љевици. Коминтерна се у својим програмским документима званично залагала за стварање посебне црногорске нације. Такав став је усвојила и Комунистичка Партија Југославије. Приликом припрема за одржавање Пете земаљске конференције КПЈ у јесен 1940. године, црногорски комуниста Милован Ђилас је одлучно заступао став о самобитности црногорске нације, у чему су га подржали Едвард Кардељ и Јосип Броз Тито, док је Моша Пијаде сматрао да се процес формирања посебне црногорске нације још увјек налази у својој прелазној, односно развојној фази.
Након априлског рата и слома Краљевине Југославије (1941), знатан дио руководства Црногорске странке се на челу са Секулом Дрљевићем ставио у службу италијанских окупатора, надајући се да ће путем сарадње са фашистима доприњети стварању Независне Државе Црне Горе. Када се та замисао показала као неостварива, Дрљевић се повукао у НДХ, поставши сарадник усташког режима и савјетник Анте Павелића, који је средином 1944. године омогућио Дрљевићу да у Загребу оформи такозвано Црногорско државно вијеће. Завршетком рата, фашистички концепт рјешавања црногорског националног питања доживио је потпуни слом.
Идеја о црногорској посебности први пут се озбиљније спомиње током Другог свјетског рата. По завршетку Другог свјетског рата, црногорски комунисти ревитализују Штедимлијине идеје и заузимају становиште да се 1918. догодила окупација те утврђују наратив о црногорској посебности од вријемена средњовјековне Дукље па до савременог доба. Током периода комунистичке Југославије у Црној Гори се систематски радило на темељној измјени националног памћења и историје, са циљем да би се заједничке одлике свих Срба што више умањиле а истакле регионалне засебности Црногораца. Таква политика је додатно уобличена путем намјенског конструисања црногорске "националне" историје, што је било повјерено историчару Јагошу Јовановићу, који је 1947. године објавио обимно дјело под насловом: Стварање црногорске државе и развој црногорске националности: Историја Црне Горе од почетка VIII вијека до 1918. године. Појавом овог дјела, које је било наручено од стране државног и комунистичког партијског апарата, постављена је основа за идеолошку црногоризацију цјелокупне регионалне историје. У књижевном канону Његоша брисани су сви помени одређивања свог народа и себе као Србина. Црногорски идентитет постаје уставно-политичка категорија иако није било никакве друштвене расправе на ову тему. У раздобљу између 1944. и 1948. године, црногоризација је захватила све области друштвеног живота, достигавши врхунац у вријеме првог послератног пописа становништва, који је спроведен у марту 1948. године. Званични резултати тог пописа приказивали су Црну Гору као етнички најхомогенију федералну јединицу, са преко 90% етничких Црногораца у односу на укупан број становника. Иако је црногоризација била спровођена у многим областима друштвеног живота, комунистички режим ипак није приступио озваничењу посебног црногорског језика, већ је језичку норму засновао на конструисању општег српскохрватског језика. Такође, није промјењена ни традиционална народна застава, односно црвено-плаво-бијела тробојка, осим што јој је придодата петокрака звијезда.
Комунистичке власти усвајају низ докумената којима се даје законски легитимитет и подржава стратешки развој црногорске нације, попут Платформе о развоју црногорске културе из 1970. усвојене на сједници Централног комитета савеза комуниста Црне Горе. Све до доношења платформе сматрало се да су Црногорци етнички Срби који су стасали у посебну нацију, што је заступао и Милован Ђилас у чланку објављеном у Борби 1945. О црногорском националном питању. Он је деведесетих ревидирао став у супротном правцу тврдећи да су Црногорци дио српског корпуса. Ни сам текст платформе не негира заједничко поријекло Срба и Црногораца али нацију тумачи као продукт савремених историјских збивања. Усвојени документ у којем се партија бавила суштином црногорског идентитета биће предмет темељне анализе на партијској сједници одржаној 1985. са циљем утврђивања постигнутих резултата. На основу усвојених закључака платформе оснивају се нове институције и медији у Црној Гори. Оснива се Црногорска академија наука и умјетности као засебна институција како би се Срби из Црне Горе одвратили од чланства у САНУ. Први почасни чланови ЦАНУ били су Јосип Броз и Владимир Бакарић, који је у приступној бесједи говорио о црногорском језику. У овом периоду долази до рушења Његошеве завјетне цркве, што је изазвало протесте дијела јавности. Мештровићев син Мате Мештровић изјавио је да му је на питање зашто ради на пројекту Његошевог маузолеја отац рекао: Да им дигнем националну самосвијест, да знају да су они Црногорци, да имају Његоша као симбол своје прошлости и независности, односно самобитности.
Крајем шездесетих и почетком седамдесетих поједине публикације објављене у Загребу настављају Штедимлијин наратив о засебности црногорске нације, као што су О Постанку и развоју црногорске нације Саве Брковића (1974) и омања публикација О етногенези Црногораца Шпира Кулишића (1980). Према писању Батрића Јовановића тезу о засебности црногорске нације су на јавној расправи у јуну 1981. веома невјешто бранили режимски подобни историчари, попут Радослава Ротковића и Драгоја Живковића. Овај двојац ће по сопственом тумачењу црногорске историје писати одреднице о култури и народу Црне Горе у Енциклопедији Југославије, објављеној и припреманој у Југословенском лексикографском заводу у Загребу. Даљи настављачи и пропагандисти истовјетних теза били су црногорски националисти Јеврем Брковић и Данило Радојевић.
Уочи и током распада Југославије, у Црној Гори је почела да се враћа српска самосвјест код значајног дијела грађана. Носиоци идеје црногорске засебности у овом периоду чиниле су структуре Либералног савеза Црне Горе, који је имао одређену подршку дјела државног апарата и широку подршку невладиних организација. Либерални савез 1993. оснива НВО Матицу црногорску која такође промовише концепт црногорске нације.
Подјела у друштву Црне Горе везана за различита становишта око значајних питања попут односа са Србијом, тумачења историјских догађаја и идентитета православних хришћана Црне Горе поново добијају на значају након подјеле раније монолитне Демократске партије социјалиста, између осталог на дијелове странке који подржавају Момира Булатовића или Мила Ђукановића. Од 1997. године Мило Ђукановић као челник Демократске партије социјалиста, која је током рата одлучно заступале ставове српске стране што је било праћено оштрим ратнохушкачким изјавама, постепено преузима идеологију и становишта Либералног савеза Црне Горе и Социјалдемократске партије. У периоду 1997-2000 Ђукановић уз подршку западних центара моћи јача црногорску безбједносну и царинску инфраструктуру, ојачава полицију која по јачини постаје налик паралелној војсци, за званичну валуту проглашава њемачку марку и политички се дистанцира од Србије, мијењају се називи улица дате по значајним личностима из Србије, доводи нове кадрове у образовне и друге институције.
За потребе конституисања свих елемената црногорске нације започет је рад на формирању црногорског језика. Идеју о црногорском језику са 33 слова развијали су деведесетих година Јеврем Брковић и Војислав Никчевић, тадашњи предсједник Друштва црногорско-хрватског пријатељства, уз асистенцију колега из Загреба. Никчевић 1997. објављује књигу под насловом Граматика црногорског језика а 2001. објављен је Правопис црногорског језика. Због неприхватања псеудонаучних теза о црногорском језику од стране академика ЦАНУ, основана је ДАНУ (Дукљанска академија наука и умјетности), која је постојала као паралелна академија и промовисала идеју црногорске нације. Кад је референдум расписан, независност је добијена тијесном већином. Од проглашења независности, се у Црној Гори још више појачава политика прављења нове нације. Након 2006. године, на основу Устава Републике Црне Горе, српски језик престао је да има статус званичног језика и постао је један од неколико језика у употреби. Промоцију црногорског језичког пројекта пратило је темељно маргинализовање и изражена дискриминација српског језика и професора српског језика и књижевности. Српски језик који се до тада учио у школама замијењен је „Матерњим“ а 2011. године је именован као "Црногорски језик" у школама, иако и даље није признат као посебан језик у свијету. Већина становника Црне Горе не назива матерњим језиком "црногорски језик". Први докторат на тему црногорског језика односно монтенегристике одбранио је Аднан Чиргић на Свеучилишту у Осијеку. У својој дисертацији он за базу црногорског језика сматра говор подгоричких Муслимана.
Историјски утемељени симболи Црне Горе као што су тробојка, бијели двоглави орао, химна Онамо, 'намо! у овом периоду су плански замијењени новим симболима око којих се конституише црногорска нација.
Још једна окосница црногорске нације је контроверзна неканонска Црногорска православна црква, која је 1999. године регистрована у полицијској станици на Цетињу као невладина организација. Поједини црногорски историчари представили су јавности псеудонаучне тезе о наводној старини и историји ове организације, тврдећи да је наводно увјек била независна и црногорска. Њене осниваче и прве чланове чине појединци избачени из канонских цркви и људи са криминалним досијеима. Један од покушаја јачања црногорске нације односно идентитета одвија се кроз спонзорисање НВО ЦПЦ од стране власти, што је кулминирало доношењем контроверзног Закона о слободи вјероисповјести којим се предвиђало отуђење имовине Српске православне цркве.
Године 2011. проценат декларисаних Црногораца је износио 44,98%, док од тих 44,98%, чак 66,29% (184,866) говори црногорским језиком као матерњим. Укупно 26,82% (74,806) етничких Црногорца се изјаснило да говоре српским језиком. Према посљедњем попису становништва (2011), декларисаних Срба у Црној Гори је било 28,73%. Црногорци и Срби заједно чине 73,71% становништва Црне Горе.
Идентитет и садржина црногорске нације се и даље формира и представља недовршену појаву и настоји да се прошири науштруб српског етничког корпуса и наслијеђа.

## Култура
Упоредо са конституисањем посебне црногорске нације, отпочео је и процес изградње црногорског националног идентитета у области културе. Након формирања федералне јединице Црне Горе у саставу социјалистичке Југославије, владајућа КП Црне Горе је формулисала посебну културну политику, засновану на промовисању специфичног црногорског идентитета у свим областима културног живота. Та културна политика била је заснована првенствено на регионалним традицијама Старе Црне Горе, док су културне традиције осталих историјских области (Бока которска, Приморје, Брда, Стара Херцеговина, Горње Полимље) наменски потискиване у циљу хомогенизације културног живота у Црној Гори. Крајем 20. вијека, дошло је до даље радикализације и појаве специфичних црногорских националних организација у области културе, као што су Матица црногорска, основана 1993. године и Дукљанска академија наука и умјетности, основана 1999. године. Проглашењем независности Црне Горе (2006), означен је почетак нове фазе у развоју националне културе етничких Црногораца, како у самој Црној Гори, тако и изван ње, у оквиру црногорске етничке дијаспоре.

### Језик
Током друге половине 20. вијека, појавила се замисао о конституисању посебног црногорског језика. Иако је Устав Републике Црне Горе из 1992. године у 9. члану прописивао: У Црној Гори у службеној употреби је српски језик ијекавског изговора, поборници посебног црногорског језика су почетком 21. вијека успјели да се изборе за признање посебног црногорског језика, тако да је приликом усвајања новог Устава Републике Црне Горе из 2007. године дошло до редефинисања уставне одредбе о службеном језику и том приликом је српски језик замјењен црногорским (чл. 13).

## Дијаспора
Изван Црне Горе, етнички Црногорци у значајнијем броју живе првенствено у суседним државама, односно у државама бивше Југославије. Најбројније заједнице етничких Црногораца у државама региона су: заједница етничких Црногораца у Србији, заједница етничких Црногораца у Хрватској и заједница етничких Црногораца у Босни и Херцеговини. Изван региона, црногорска етничка дијаспора је такође присутна у разним државама западне Европе и Северне Америке.

## Истакнуте личности
- Александар Дамјановић
- Андрија Поповић
- Дарко Шуковић
- Драгиња Вуксановић Станковић
- Душко Марковић
- Игор Радојичић
- Мило Ђукановић
- Миливоје Катнић
- Мираш Дедеић
- Ранко Кривокапић
- Рашко Коњевић
- Савић Марковић Штедимлија
- Секула Дрљевић
- Славко Мандић
- Срђан Дармановић
- Тамара Никчевић
- Филип Вујановић
- Јово Капичић

## Галерија
- Удео Црногораца у Црној Гори по насељима 1961. године
- Удео Црногораца у Црној Гори по насељима 1971. године
- Удео Црногораца у Црној Гори по насељима 1981. године
- Удео Црногораца у Црној Гори по насељима 1991. године
- Удео Црногораца у Црној Гори по насељима 2003. године
- Удео Црногораца у Црној Гори по насељима 2011. године
- Удео Црногораца на Косову и Метохији по насељима 1961. године
- Удео Црногораца на Косову и Метохији по насељима 1971. године
- Удео Црногораца на Косову и Метохији по насељима 1981. године